# Banoho (langue)
Pour les articles homonymes, voir Banoho.
 (mars 2019).
Pour un article plus général, voir Batanga.
Le banoho (aussi ñnòhò, munòhò, nòhò ou nɔhɔ) est une des multiples variantes du ndowe, langues parlées par ceux qui à partir du XIXe siècle ont été identifiés par le linguiste allemand Wilhelm Bleek comme les « bantou-congolais ». Le munòhò est parlé par les Bànòhò que l’on retrouve dans la région de Kribi au Cameroun.

## Description
Les locuteurs de ladite langue sont les Bànòhò. Ils occupent la région de Kribi au Cameroun, notamment dans les localités ci-après :
- Villages Bongàndwè, Bongahēlè, Bwambè, Lobé, Mbòdè, Mbowa'manga, Tála (Arrondissement de Kribi 1) ;
- Villages Ngōyè, Wámiyè (Arrondissement de Kribi 2) ;
- Village Behóndo (arrondissement de la Lokúnje[3]).

La description physique des Bànóhò présente des hommes de taille moyenne au teint clair. Ces caractères anthropomorphiques en plus de leur langue ont fait croire aux explorateurs qu'ils sont un jalon des peuples cafres qui occupent la partie australe de l'Afrique.

## Classification
Selon classification de Guthrie, le nòhò appartient au groupe A.30, dénommé groupe bube-benga, mais il faut dire que dans les traditions ndowe les bànòhò appartiennent à la famille des bomba (ceux qui pour exprimer le  « je dis ceci », disent « mba na ĕ ! »). Cette famille linguistique qu'on retrouve en Afrique centrale notamment au Cameroun, au Gabon et en Guinée équatoriale et qui comprend entre autres les idiomes tels que le benga, le kóta, le duala, l’isúbu, le limbà, le mbóko, le odi, le póngo, le puku, le tanga, etc.
Le nòhò tel qu’il est parlé de nos jours est, à l’instar du benga et du puku, perçu le plus souvent comme étant un parler tánga, mais une connaissance plus poussée de chacun de ces parlers permet aisément de les distinguer.

## Écriture
En 2017, le Comité inter-églises pour la traduction de la Bible en langues batanga (CITBEB) publie un syllabaire avec un alphabet pour le banoho. Cet alphabet est conforme à l’Alphabet général des langues camerounaises de 1979.
| a | b | d | e | ɛ | g | h | i | j | k | l | m | n | ny | ŋ | o | ɔ | p | s | t | u | v | w | y |

## Filmographie
- Cameroun : le banôhô, court-métrage documentaire de la série Ces langues qui ne veulent pas mourir, réalisé par Rozenn Milin, 2013, 5 min 45, diffusé sur ARTE en 2013 (lire Pierre-Yves Le Priol, « Le banôhô et le breton », in La Croix, 30 septembre 2013, [lire en ligne])